# Pavetta redheadii
Pavetta redheadii är en måreväxtart som beskrevs av Cornelis Eliza Bertus Bremekamp. Pavetta redheadii ingår i släktet Pavetta och familjen måreväxter. Inga underarter finns listade i Catalogue of Life.